# 野真動齒䲁
野真動齒䲁（學名：Blenniella paula），為輻鰭魚綱鳚形目䲁科真動齒䲁屬的一種，分布於西太平洋印尼蘇拉威西南部、帛琉至馬克薩斯群島，南至澳洲大堡礁海域，深度0至3公尺，本魚體延長，稍側扁，頭鈍短，頭頂具冠膜，眶上觸鬚卷絲狀，鼻觸鬚短而呈掌狀，很少有多於6個分支，上顎孔6個，背鰭硬棘12-14枚、背鰭軟條18-21枚、臀鰭硬棘2枚、臀鰭軟條20-21枚，體長可達12.5公分，棲息在潮間帶的礁岩潮池中，受到驚嚇時會以一前一後方式彈跳，以藻類為食，具有領域性，產附著性卵。